# Afghaanse grondeekhoorn
De Afghaanse grondeekhoorn (Spermophilopsis leptodactylus)  is een zoogdier uit de familie van de eekhoorns (Sciuridae). De wetenschappelijke naam van de soort werd voor het eerst geldig gepubliceerd door Lichtenstein in 1823.

## Verspreidingsgebied
De soort wordt aangetroffen in Afghanistan, Iran, Kazachstan, Tadzjikistan, Turkmenistan en Oezbekistan.